# تکستران اوییشن
تکستران اوییشن (به انگلیسی: Textron Aviation) شرکت سازنده هواگردهای عمومی شرکت خوشه‌ای تکستران است که از سال ۲۰۱۴ درپی خریداری شرکت‌های بیچ‌کرفت و هاوکر ایرکرفت شکل گرفت. این شرکت همچنین در برگیرنده برند سسنا نیز می‌باشد. اما بعد از خریداری شرکت هاوکر این مجموعه محصول جدیدی تحت برند هاوکر عرضه ننموده و فقط خدمات پس از فروش این برند ادامه دارد.